# Asperdaphne bastowi
Asperdaphne bastowi is een slakkensoort uit de familie van de Raphitomidae. De wetenschappelijke naam van de soort is voor het eerst geldig gepubliceerd in 1908 door Gatliff & Gabriel.